# Isaack van de Heuvel
Isaac van de Heuvel (1640-1686) was een bewindhebber van de West-Indische Compagnie, pensionaris van Delft, advocaat bij het Hof van Holland en directeur van de Sociëteit van Suriname tussen 1683 en 1686. Hij was betrokken bij enkele slaventransporten. Van de Heuvel trouwde met M. van der Poll, en woonde op Kloveniersburgwal no. 11 in Amsterdam. 